# 光叶绢毛蔷薇
光叶绢毛蔷薇（学名：Rosa sericea f. glabrescens）为蔷薇科蔷薇属绢毛蔷薇下的一个变型。

## 扩展阅读
- 維基物種上的相關：光叶绢毛蔷薇